# قراغندی
قَراغَندی (قزاقی:Қарағанды، قاراعاندی) که (به اشتباه از روی الفبای لاتین) کاراگاندا یا کاراگندی هم خوانده می‌شود، شهری در استان قراغندی کشور قزاقستان می‌باشد. این شهر در سال ۲۰۰۶ جمعیتی بالغ بر ۴۴۶٬۲۰۰ نفر داشته است. این شهر خواهرخواندهٔ شهر اراک در ایران نیز می‌باشد. نام قراغندی از نام مغولی-قزاقی درختچه نخود درختی (Caragana) گرفته شده که در زبان مغولی قراغَنه نام دارد.

## شهرهای خواهرخوانده
- سونگپا گو - کره جنوبی
- دنپرودزرژینسک - اوکراین
- اراک - ایران (۲۰۰۸)[۲]